# Angeliki Karapataki
Angeliki Karapataki (grekiska: Αγγελική Καραπατάκη), född 19 februari 1975 i Aten, är en grekisk vattenpolospelare. Hon ingick i Greklands landslag vid olympiska sommarspelen 2004.
Karapataki tog OS-silver i damernas vattenpoloturnering i samband med de olympiska vattenpolotävlingarna 2004 i Aten. Karapataki är gift med vattenpolospelaren Nikolaos Deligiannis.